# 武陵区
武陵区（ぶりょう-く）は中華人民共和国湖南省常徳市に位置する市轄区。

## 行政区画
- 街道：啓明街道、府坪街道、穿紫河街道、丹陽街道、白馬湖街道、徳山街道、東江街道、永安街道、南坪街道、長庚街道、芷蘭街道、芙蓉街道、柳葉湖街道、七里橋街道、樟木橋街道
- 鎮：河洑鎮、白鶴鎮
- 郷：芦荻山郷、丹洲郷